# 東ティモールの行政区画

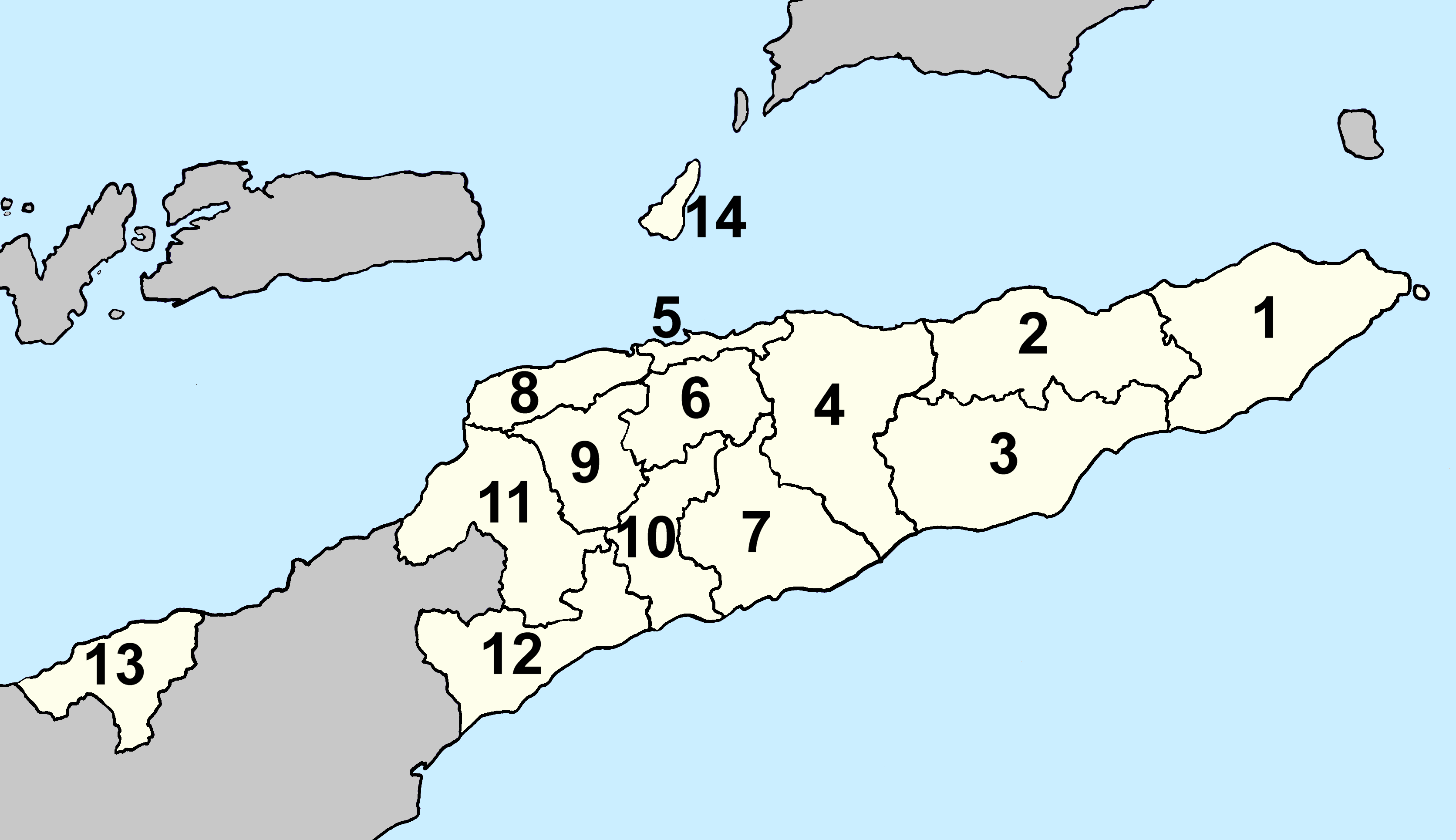
東ティモールの行政区画

東ティモールは13の基礎自治体（英語: Municipality、ポルトガル語: Município）と1つの特別行政区（葡: Região Administrativa Especial、英: Special Administrative Region）に区分されている。また、国土の北部沿岸を中心とするディリ地方、島の東端部のバウカウ地方、国土の中央部のサメ地方、西ティモールとの境界線付近のマリアナ地方、そして、西ティモール内の飛び地であるオエクシ地方に大きくグループ分けされる。
2015年に従来の県（テトゥン語: Distritu、ポルトガル語: Distrito、英語: District）から基礎自治体へ呼称を変更しているが、政府のウェブサイトでは2018年時点で県と表記されており、また日本外務省の海外安全ホームページでも2017年時点で県となっている。以下、本稿では便宜上「県」と表記する。

## 地方
ディリ地方
ディリ県、マナトゥト県、リキシャ県、アタウロ県
バウカウ地方
バウカウ県、ビケケ県、ラウテン県
サメ地方
アイナロ県、アイレウ県、マヌファヒ県
マリアナ地方
エルメラ県、コバリマ県、ボボナロ県
オエクシ地方
オエクシ県

## 県（基礎自治体）
| #  | 県                           | テトゥン語名   | 面積(km²) | 人口 （2015年国勢調査速報値） | 県都               |
| -- | ---------------------------- | -------------- | --------- | ----------------------------- | ------------------ |
| 1  | ラウテン県                   | Lautein        | 1,702     | 64,135                        | ロスパロス         |
| 2  | バウカウ県                   | Baukau         | 1,494     | 124,061                       | バウカウ           |
| 3  | ビケケ県                     | Vikeke         | 1,781     | 77,402                        | ビケケ             |
| 4  | マナトゥト県                 | Manatutu       | 1,706     | 45,541                        | マナトゥト         |
| 5  | ディリ県                     | Dili           | 224       | 268,005                       | ディリ             |
| 6  | アイレウ県                   | Aileu          | 729       | 48,554                        | アイレウ           |
| 7  | マヌファヒ県                 | Manufahi       | 1,325     | 52,246                        | サメ               |
| 8  | リキシャ県                   | Likisá         | 543       | 73,027                        | リキシャ           |
| 9  | エルメラ県                   | Ermera         | 746       | 127,283                       | グレノ             |
| 10 | アイナロ県                   | Ainaru         | 797       | 66,397                        | アイナロ           |
| 11 | ボボナロ県                   | Bobonaru       | 1,368     | 98,932                        | マリアナ           |
| 12 | コヴァ・リマ県               | Kovalima       | 1,226     | 64,550                        | スアイ             |
| 13 | オエクシ＝アンベノ特別行政区 | Oecussi Ambeno | 815       | 72,230                        | パンテ・マカッサル |
| 14 | アタウロ県                   | Atauro         | 140       | 9,274                         | ヴィラ             |

## 歴史
ポルトガル領ティモール時代はディリ市（葡: Concelho）と9つの管区（Circunscriçõ）に区分されていた。1975年のインドネシア併合後、13の県（インドネシア語: Kabupaten）に再編された。2002年に独立するも、行政区画は保持した。
2015年、オエクシ県はオエクシ＝アンベノ特別行政区（葡: Região Administrativa Especial de Oe-Cusse Ambeno）に再編された。
2022年1月1日、ディリ県からアタウロ県が分立し、13県1特別行政区となった。

## 下位行政区画

### 郡

東ティモールの郡

県は2018年時点で65の郡（葡: Posto Administrativo、旧称Subdistrict）に分割される。

### 村

2015年以前の村を表した地図

郡の下には452の村（Sucos）が、村の下には2,233の集落（Aldeias）がある（いずれも2018年時点）。